# Ruta Nacional 494 (Japón)
La Ruta Nacional 494 (国道494号 Kokudō 494-gō?) es una ruta que se extiende entre las ciudades de Matsuyama de la Prefectura de Ehime y Susaki (須崎市 Susaki-shi?) de la Prefectura de Kochi.

## Detalles
- Distancia total: 120,5 km
- Punto de inicio: Cruce Shiyakushomae (市役所前交差点 Shiyakushomae-kōsaten?) en la Ciudad de Matsuyama de la Prefectura de Ehime. También es el punto final de las rutas nacionales 11, 33 y 56; y el punto de inicio de las rutas nacionales 317, 379 y 440.

Punto final: Cruce con la Ruta Nacional 56 en la Ciudad de Susaki de la Prefectura de Kochi.

## Historia
1993: el 1° de abril obtiene la categoría de ruta nacional.

## Tramos compartidos
- Desde el Cruce Shiyakushomae en la Ciudad de Matsuyama hasta el distrito Sunouchi (則之内 Suno'uchi?) de la Ciudad de Toon, ambas en la Prefectura de Ehime. Tramo compartido con la Ruta Nacional 11.
- Desde el Cruce Shiyakushomae hasta el distrito Kosaka (小坂?), ambas en la Ciudad de Matsuyama de la Prefectura de Ehime. Tramo Compartido con las rutas nacionales 33, 379 y 440.
- Desde el Cruce Shiyakushomae hasta el Cruce Katsuyama (勝山交差点 Katsuyama-kōsaten?), ambas en la Ciudad de Matsuyama de la Prefectura de Ehime. Tramo compartido con la Ruta Nacional 317.
- Desde el distrito Doi (土居?) hasta el Cruce Kawaguchi (川口交差点 Kawaguchi-kōsaten?), ambas en el Pueblo de Niyodogawa (仁淀川町 Niyodogawa-chō?) del Distrito de Agawa (吾川郡 Agawa-gun?) de la Prefectura de Kochi. Tramo compartido con la Ruta Nacional 439.
- Desde el Cruce Kawaguchi (川口交差点 Kawaguchi-kōsaten?) en el Pueblo de Niyodogawa del Distrito de Agawa hasta el distrito Ko (甲 Kō?) en el Pueblo de Sakawa (佐川町 Sakawa-chō?) del Distrito de Takaoka (高岡郡 Takaoka-gun?), ambas de la Prefectura de Kochi. Tramo compartido con la Ruta Nacional 33.

## Localidades que atraviesa
- Prefectura de Ehime
  - Ciudad de Matsuyama
  - Ciudad de Toon
  - Pueblo de Kumakogen del Distrito de Kamiukena

- Prefectura de Kochi
  - Pueblo de Niyodogawa del Distrito de Agawa
  - Pueblo de Ochi (越知町 Ochi-chō?) del Distrito de Takaoka
  - Pueblo de Sakawa del Distrito de Takaoka
  - Ciudad de Susaki

- Datos: Q6157698
- Multimedia: Route 494 (Japan) / Q6157698